# Queen i Slim
Queen i Slim (originalment en anglès, Queen & Slim) és una road movie de drama policíac estatunidenca del 2019 dirigida per Melina Matsoukas (en el seu debut com a directora) i amb un guió de Lena Waithe a partir d'una història de James Frey i de la mateixa Waithe. La història de la pel·lícula se centra en una parella jove (Daniel Kaluuya i Jodie Turner-Smith) que fuig després de matar un agent de policia en plena discussió com a defensa pròpia durant una parada enmig de la carretera. També és protagonitzada per Bokeem Woodbine, Chloë Sevigny, Flea, Sturgill Simpson i Indya Moore. La versió doblada al català oriental es va estrenar el 6 d'agost de 2022 a TV3. També s'ha doblat al valencià per a À Punt.
El rodatge principal va començar el gener de 2019. La producció va concloure el 22 de març. Es va exhibir per primer cop a l'AFI Fest el 14 de novembre de 2019 i es va estrenar als Estats Units el 27 de novembre de 2019 amb la distribució de Universal Pictures. Va rebre crítiques positives, amb elogis per les interpretacions principals de Kaluuya i Turner-Smith, la direcció de Matsoukas i el seu tema i missatge generals. Va recaptar 47 milions de dòlars amb un pressupost de 20 milions de dòlars.

## Repartiment
- Daniel Kaluuya com a Ernest "Slim" Hines
- Jodie Turner-Smith com a Angela "Queen" Johnson
- Bokeem Woodbine com a Uncle Earl
- Chloë Sevigny com a Mrs. Shepherd
- Flea com a Mr. Johnny Shepherd
- Sturgill Simpson com a policia Reed
- Indya Moore com a Goddess
- Benito Martinez com a xèrif Edgar